# Озирак
„Озирак“ е исторически изследователски ядрен реактор, построен в Ирак по френски модел със съдействието на съветски учени.
Реакторът е построен в ядрения изследователски център Ал-Тувейта, на 18 км югоизточно от Багдад през 1977 г. „Озирак“ е разрушен от израелски самолети през 1981 г. по време на Операция Опера, а целият комплекс е сринат от американски бомбардировачи по време на Войната в Залива от 1991 г.
Името на реактора произлиза от друг тип реактор, наречен Озирис – египетския бог на смъртта. „Озирак“ произлиза от сливането на Озирис и Ирак, тъй като конкретната схема е била построена само на територията на Ирак. Иракските учени го наименуват Тамуз 1 – името на месец от вавилонския календар, в който партията БААС взима властта.

## Характеристики
Реакторът използва лека вода като забавител на неутрони и за охлаждане. Оригиналният „Озирис“ не е способен да произвежда плутоний за атомни бомби, но има възможност за производство на по-леки радиоактивни елементи чрез облъчване на изотопи с неутрони, за медицински приложения. Мощността може да варира от 40 МВт (какъвто е иракският реактор) до 70 МВт (какъвто съществува в някои изследователски центрове във Великобритания). Израел се опасява, че правителството на Саддам Хюсеин може да използва реактора за направата на ядрени оръжия, и го разрушава чрез въздушен удар през 1981 г.